# National Women's Soccer League
National Women's Soccer League är den högsta professionella fotbollsligan för damer i USA.
Ligan är en stängd serie och ingen ned- och uppflyttning sker mellan säsongerna. Ligan bildades 2012 som efterföljare till Women's Professional Soccer (WPS, 2009–2012), som i sin tur var efterföljare till Women's United Soccer Association (WUSA, 2000–2003). National Women's Soccer League ägs gemensamt av de deltagande lagen, men har mellan 2013 och 2019 också delvis kontrollerats av United States Soccer Federation som bidragit med finansiellt stöd.

## Spelformat
De fjorton lagen i serien spelar 26 matcher, 13 på hemmaplan och 13 på bortaplan. Vid seger får laget tre poäng, oavgjort ger en poäng medan förlust inte ger någon poäng. Placeringen i serien bestäms i första hand av antalet poäng, därefter av antal vinster, sedan målskillnad och slutligen av flest gjorda mål.
Säsongen spelas vår–höst. De åtta högst rankade lagen när den ordinarie säsongen är över går till slutspel. Både semifinalerna och finalen spelas som enkelmöten.
2026 utökas ligan till 16 lag, som då kommer spela 30 matcher i ligan per säsong.

## Klubbar 2025
| Angel City FC          | Los Angeles, CA  | BMO Stadium                | 2022–            |
| Bay FC                 | San Jose, CA     | PayPal Park                | 2024–            |
| Chicago Stars FC       | Bridgeview, IL   | SeatGeek Stadium           | 2013–            |
| Houston Dash           | Houston, TX      | Shell Energy Stadium       | 2014–            |
| Kansas City Current    | Kansas City, MO  | CPKC Stadium               | 2021–            |
| NJ/NY Gotham FC        | Harrison, NJ     | Sports Illustrated Stadium | 2013–            |
| North Carolina Courage | Cary, NC         | WakeMed Soccer Park        | 2017–            |
| Orlando Pride          | Orlando, FL      | Inter&Co Stadium           | 2016–            |
| Portland Thorns FC     | Portland, OR     | Providence Park            | 2013–            |
| Racing Louisville FC   | Louisville, KY   | Lynn Family Stadium        | 2021–            |
| San Diego Wave FC      | San Diego, CA    | Snapdragon Stadium         | 2022–            |
| Seattle Reign FC       | Seattle, WA      | Lumen Field                | 2013–            |
| Utah Royals            | Sandy, UT        | America First Field        | 2018–2020, 2024– |
| Washington Spirit      | Washington, D.C. | Audi Field                 | 2013–            |
| Framtida klubbar       |                  |                            |                  |
| Boston Legacy FC       | Boston, MA       | White Stadium              | 2026–            |
| Denver                 | Denver, CO       | att fastställas            | 2026–            |
| Nedlagda klubbar       |                  |                            |                  |
| Boston Breakers        | Boston, MA       | Jordan Field               | 2013–2017        |
| FC Kansas City         | Kansas City, MO  | Swope Soccer Village       | 2013–2017        |
| Western New York Flash | Buffalo, NY      | All-High Stadium           | 2013–2016        |

## Mästare
| Säsong | Mästare NWSL Champions                                | Seriesegrare NWSL Shield                              | Källa |
| ------ | ----------------------------------------------------- | ----------------------------------------------------- | ----- |
| 2013   | Portland Thorns FC                                    | Western New York Flash                                | [ 4 ] |
| 2014   | FC Kansas City                                        | Seattle Reign FC                                      | [ 4 ] |
| 2015   | FC Kansas City                                        | Seattle Reign FC                                      | [ 4 ] |
| 2016   | Western New York Flash                                | Portland Thorns FC                                    | [ 5 ] |
| 2017   | Portland Thorns FC                                    | North Carolina Courage                                | [ 6 ] |
| 2018   | North Carolina Courage                                | North Carolina Courage                                | [ 7 ] |
| 2019   | North Carolina Courage                                | North Carolina Courage                                | [ 7 ] |
| 2020   | Inget mästerskap delades ut 2020 på grund av Covid-19 | Inget mästerskap delades ut 2020 på grund av Covid-19 |       |
| 2021   | Washington Spirit                                     | Portland Thorns FC                                    |       |
| 2022   | Portland Thorns FC                                    | OL Reign                                              |       |
| 2023   | NJ/NY Gotham FC                                       | San Diego Wave FC                                     |       |
| 2024   | Orlando Pride                                         | Orlando Pride                                         |       |